# Anastacio Sinfronio de Abreu

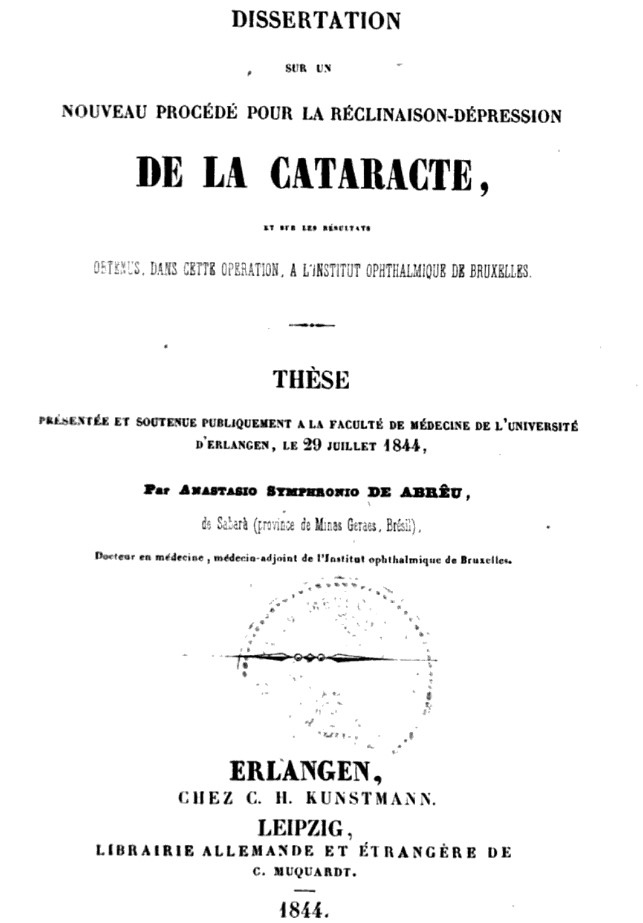
Fac-símile da tese de Anastacio, defendida em Erlangen, Alemanha, 1844.

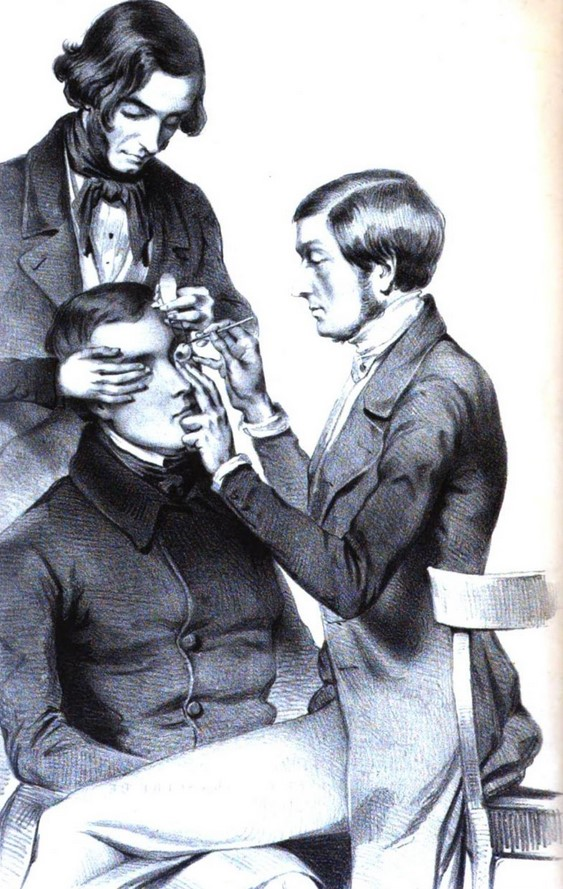
Fac-símile da segunda página da tese de Anastacio. Erlangen, Alemanha, 1844.

Anastacio Sinfronio de Abreu (Santo Antônio da Manga, hoje Paracatu, Minas Gerais — Juiz de Fora, Minas Gerais, 1883) foi um médico cirurgião, fazendeiro, político, redator, impressor, juiz de paz e empresário brasileiro.

## Genealogia
Era casado com a filha do Coronel Pedro Gomes Nogueira, a Sra. Ana Flávia Maria Nogueira da Gama. Juntos, tiveram três filhos: Duarte de Abreu, Symphronio de Abreu (cego) e Mário de Abreu e mais 5 filhas: Maria Flávia de Abreu, Maria José de Abreu, Regina de Abreu, Maria Isabel de Abreu e Maria Feliciana de Abreu. 

## Empreendimentos
Fundou em 1 de julho de 1853 o primeiro colégio de Sabará, Minas Gerais, custeado com seus próprios recursos.. O estabelecimento ofertou inicialmente o ensino de Primeiras Letras, latim, inglês, matemática, francês e gramática nacional. Em 1864 expandiu a oferta de ensino, ao incluir as cadeiras públicas de latinidades e poética, francês, geografia e história.
Nesta localidade foi Redator de seu próprio jornal, "O Progressista". 
Além de outras fazendas, teve parte em terras de cultura e campo na fazenda do Braga, em comum com Antônio Pereira Machado, Luís Pereira Machado e outros. Esta fazenda é a mesma a que se refere a carta de sesmaria passada a Francisco Fernandes Braga ou à sua viúva Josefa Maria da Costa, em 1760, fazenda que dividia com o capitão-mor Manuel Pereira da Costa, com Vicente Vieira e com Antônio Pereira Marinho, conforme lista de propriedades registradas na paróquia de Nossa Senhora da Boa Viagem do Curral del Rei, até 22 de outubro de 1857, elaborada por Abílio Barreto, livro n. 67, do Arquivo Público Mineiro e ficava localizada onde hoje está localizado o condomínio Bela Vista III, no bairro nobre Luxemburgo em Belo Horizonte, Minas Gerais e lá existia antes da fundação da nova capital do estado em 1897. 

## Carreira médica
Médico formado na França, prosseguiu estudos na Universidade de Erlagen, na Alemanha. Lá defendeu 'Dissertation sur un nouveau procédé pour la reclinaison - dépression de la cataracte et sur les résultats obtenus par ce procédé, à l´Institute ophthalmique de Bruxelles'.
No Brasil revalidou seu diploma defendendo na Academia Imperial de Medicina a tese 'Da syphilis e dos meios prophylaticos', assinada em 1845 e chegou a Cirurgião-Mor do Paço Imperial. 
Em sua carreira foi Médico-adjunto do Instituto Oftálmico de Bruxelas, membro correspondente da Sociedade médico-cirúrgica de Bruges, da Sociedade de Medicina Prática da Província de Anvers (em Willebroek), da Sociedade de Ciências Médicas e Naturais de Malines. Em 1845, publicou um resumo dos trabalhos produzidos.
Valenio Pérez França em seu artigo intitulado "O namoro de Freud e a descoberta da anestesia tópica" diz: 
"Registre-se que o médico brasileiro e mineiro Dr. Anastácio Symphrônio de Abreu, formado na Universidade de D'Erlange, já em 13 de maio de 1849 oferecia gratuitamente à Santa Casa de Sabará o clorofórmio e o competente aparelho para ministrá-lo. É que antes de retornar ao Brasil, após sua formatura em 1844, o Dr. Anastácio havia acompanhado as primeiras experiências na Europa com a utilização do clorofórmio e se familiarizara com o seu uso. Assim, no Brasil, em Sabará, provavelmente se realizou uma das primeiras cirurgias com o uso desse anestésico."

## Na administração pública e na vida política
Foi Juiz de Paz na Freguesia e Distrito de Raposos, Minas Gerais. Foi Vereador na Câmara Municipal de Sabará entre 1853 e 1856 e de 1857 a 1860, tendo sido Presidente desta Câmara de Vereadores e Deputado Provinicial de Minas Gerais na Legislatura 11/1856-57.  

## Homenagens
Em Sabará, Minas Gerais, há uma rua denominada Anastácio Symphronio de Abreu.